# Caserne du Mont Austin
 (mai 2025).
La caserne du Mont Austin (柯士甸山兵房, Mount Austin Barracks) est une installation militaire de l'armée britannique située à Hong Kong près du terminus du Peak Tram sur le pic Victoria. Il s'agit à l'origine d'un hôtel racheté en 1897.
La caserne consiste en une série de bâtiments à plusieurs étages sur une colline et accueille le 1er bataillon du régiment du East Surrey (en) dans les années 1920. Endommagée pendant la Seconde Guerre mondiale, elle est ensuite démolie.